# Hémolyse
 (novembre 2020).
Si vous disposez d'ouvrages ou d'articles de référence ou si vous connaissez des sites web de qualité traitant du thème abordé ici, merci de compléter l'article en donnant les références utiles à sa vérifiabilité et en les liant à la section « Notes et références ».
 Mise en garde médicale
L'hémolyse est la destruction des globules rouges (GR) libérant l'hémoglobine (Hb) dans le plasma sanguin. C'est un état physiologique normal : chez les individus en bonne santé, les GR sont détruits au terme d'une vie de 120 jours. Cependant, dans certains cas, l'hémolyse est exagérée, réduisant la durée de vie des GR : on parle alors d'hyper-hémolyse. À terme apparaît une anémie.

## Définition
Les anémies hémolytiques sont celles provoquées par une destruction accélérée des globules rouges (GR). 
Cette définition est imparfaite, pour deux motifs :
- d'une part, le phénomène d'un raccourcissement de la survie globulaire moyenne est observé dans la majorité des états anémiques, quelle que soit leur cause. Souvent cette anomalie est si discrète que sa mise en évidence requiert des techniques raffinées comme la méthode de marquage au chrome radioactif : c'est le cas dans l'anémie ferriprive et dans la plupart des insuffisances médullaires. D'autres fois la note hémolytique est suffisamment prononcée pour se traduire par une légère hyperbilirubinémie et un subictère : comme dans l'anémie de Biermer ou anémie pernicieuse et l'anémie du saturnisme. Cependant, ces affections ne sont pas décrites parmi les anémies hémolytiques parce que la destruction globulaire n'est pas la cause principale de l'état anémique ;
- d'autre part, tout raccourcissement de la survie globulaire n'entraîne pas fatalement de l'anémie. Celle-ci ne survient que lorsque la moelle osseuse est incapable d'augmenter suffisamment sa production de GR pour compenser entièrement les pertes dues à l'hémolyse. En dehors de tout amoindrissement du potentiel médullaire, la moelle peut augmenter jusqu'à 4 ou 5 fois sa production de GR. Il en résulte que l'anémie ne doit normalement se produire que lorsque la survie moyenne des GR devient inférieure à une vingtaine de jours (normalement la durée de vie d'un GR est de 110 plus ou moins 10 jours). Si la moelle se trouve dans un état déficient, le moindre raccourcissement de la survie globulaire moyenne provoquera une anémie : c'est notamment le cas au cours de l'anémie pernicieuse de Biermer. Selon les cas, l'hémolyse peut donc être compensée ou décompensée.

## Symptômes cliniques des états hémolytiques
Il convient de décrire séparément l'épisode hémolytique aigu et l'état d'hyperhémolyse chronique.

### Symptômes de la crise hémolytique aiguë
Symptômes de la crise hémolytique aiguë : on pourra prendre comme exemple l'hémolyse aiguë provoquée par une transfusion incompatible.
a) Des douleurs aiguës, généralement comparées à des courbatures, surviennent particulièrement au niveau :
- des lombes = régions symétriques situées en arrière de l'abdomen, de chaque côté de la colonne vertébrale (attirant l'attention sur les reins) ;
- de l'abdomen (donnant parfois lieu à une contracture abdominale qui risque de susciter une laparotomie) ;
- des membres (que le malade décrit comme étant roués de coups) ;
- et sous forme de céphalées.

b) Des frissons et une brusque montée de la température sont la conséquence de la libération de substances pyrogènes provenant des GR détruits.
- La température peut monter jusqu'à 40 °C dans les cas graves (par exemple dans la crise de malaria).
- Toute transfusion de sang, même parfaitement tolérée, provoque d'habitude une ascension thermique de quelques dixièmes de degrés.

c) La faiblesse, la prostration, de l'hypotension, la tachycardie, des nausées (et parfois des vomissements), de la diarrhée sont des symptômes d'un état de choc. Ce choc peut être grave et surtout, il peut devenir, ensemble avec l'hémoglobinurie qui va suivre, une cause de néphropathie tubulaire aiguë, voire de nécrose corticale des reins.
d) Comme symptômes urinaires on notera :
- d'une part, une anurie ou oligurie momentanée, provoquée par l'état de choc et la vasoconstriction concomitante des artères rénales ; en cas de persistance de l'oligurie on va redouter le développement de la néphropathie tubulaire ;
- d'autre part, l'hémoglobinurie, dont le rapport causal avec la néphropathie tubulaire est certain quoiqu'indirect. L'intensité de l'hémoglobinurie, et même son absence ou présence, ne permettent pas de juger de l'importance de l'hémolyse. Dans certains cas, l'hémoglobinurie est le symptôme le plus manifeste de la crise hémolytique : les maladies où elle attire particulièrement l'attention ont été désignées sous le nom d'hémoglobinuries paroxystiques.

e) L'ictère hémolytique est un symptôme tardif qui ne se développe au plus tôt que le lendemain de la crise et qui va s'accentuer pendant quelques jours avant de disparaître. Il s'oppose aux ictères mécaniques et hépatocellulaires par toute une série de caractères cliniques : l'absence de bradycardie et de prurit (étant donné d'absence de rétention de sels biliaires), la coloration foncée des selles (due à l'excrétion par la bile de quantités accrues de bilirubine). En outre les urines sont foncées par suite de leur teneur en urobiline, mais ne contiennent pas de bilirubine et ne moussent pas (absence de sels biliaires).
f) Les symptômes communs à toutes les anémies — faiblesse, dyspnée, etc. — existent à un degré qui dépend essentiellement de la masse de sang perdue par hémolyse.

### Symptômes d'un état hémolytique chronique
a) Les symptômes d'anémie sont d'expression variable, souvent bien supportés étant donné la chronicité de l'état anémique.
b) L'ictère et la pâleur anémique se mélangent en proportions variables au niveau de la peau et des muqueuses. L'ictère a les caractères décrits ci-dessus. L'évolution de la plupart des états hémolytiques chroniques est de temps en temps entrecoupée par des épisodes de brusque aggravation de l'anémie ; l'un de ceux-ci peut même entraîner l'issue fatale. Ces « crises de déglobulisation » sont de 2 types :
- tantôt il s'agit d'une poussée hémolytique, marquée par une aggravation de l'ictère ;
- tantôt d'un épuisement médullaire, marqué au contraire par une rétrocession de l'ictère au profit de la pâleur.

c) La rate est toujours augmentée de volume et quelquefois assez grande. Elle est indolore au palper et son comportement à l'épreuve à l'adrénaline est variable selon le degré de sclérose dont elle est l'objet.
d) Le foie est parfois modérément augmenté de volume.
e) Souvent le malade présente par intermittence des crises biliaires douloureuses généralement provoquées par le passage de calculs pigmentaires. Ces complications biliaires résultent de l'augmentation parfois considérable de l'excrétion biliaire de la bilirubine.
f) Il existe parfois des troubles trophiques au niveau de la peau des jambes (ulcères chroniques, troubles de la pigmentation).
g) Dans certains cas, le squelette montre des altérations radiologiques en rapport avec l'hyperplasie de la moelle osseuse (épaississement de certains os, amincissement de leur corticale, remaniements de l'os spongieux).

## Causes acquises

### Toxiques
Cette étiologie doit être recherchée devant toute hémolyse brutale de mécanisme surtout intra-vasculaire et impose la recherche d'une exposition toxique :
- médicament (a-méthyl-dopa ou la L-dopa) ;
- venin de serpent, morsure d'araignée, piqûre de guêpe ;
- intoxication au cuivre, au plomb dans le cadre d'un saturnisme, au nitrobenzène, au naphtalène, au paradichlorobenzène, à l'hydrogène arsénié ou à l'aniline ;
- certains champignons ;
- certains gaz volatiles.

### Immunologiques
- Hémolyse auto-immune = hyperhémolyse (raccourcissement de la durée de vie des globules rouges < à 120 jours) par fixation d'un anticorps sur les hématies entraînant leur destruction dépassant les capacités de régénération médullaire
- Hémolyse immuno-allergique
- Incompatibilité sanguine

### Mécaniques
- Prothèse valvulaire cardiaque, surtout mécanique[1]
- Hémangiome du cervelet
- Syndrome hémolytique et urémique du nourrisson
- Syndrome de Moschcowitz chez l'adulte

### Infectieuses
- Babésioses
- Parasite tel les Plasmodiums responsables du paludisme
- Septicémie à Clostridium perfringens

### HELLP syndrome
HELLP syndrome, pour Haemolysis - Elevated Liver Enzyme - Low Platelet, soit l'association d'une hémolyse, d'une cytolyse hépatique et d'une thrombopénie.
Ce syndrome est une des complications de la pré-éclampsie.

### Hémoglobinurie paroxystique nocturne
Hémoglobinurie paroxystique nocturne : cas particulier d'une anémie hémolytique corpusculaire acquise.

## Causes héréditaires
Et de nombreuses causes :
- la sphérocytose héréditaire et les autres anomalies corpusculaires ;
- les enzymopathies ;
- les thalassémies ;
- la drépanocytose ;
- le déficit en glucose-6-phosphate déshydrogénase (favisme).

## Examens hématologiques sanguins

### Mesures courantes
Le nombre de globules rouges (GR, ou aussi « hématies »), le taux d'hémoglobine (Hb) et l'hématocrite (Hct) ne sont pas nécessairement abaissés dans les états hémolytiques : ils ne le deviennent que lorsque la moelle est décompensée. Dans les anémies hémolytiques provoquées par une cause extramédullaire (anticorps, poisons hémolysants), les GR sont en principe normochromes et normocytaires. Dans les anémies hémolytiques de cause globulaire, l'anomalie intrinsèque des GR peut quelquefois leur communiquer un volume globulaire et une charge en Hb très différents de la normale et caractéristiques pour chaque type d'affection.

### Examen du frottis sanguin
- Un fait est d'observation constante : la réticulocytose est élevée (les réticulocytes peuvent représenter jusque 40 % des globules rouges. N.B. : le taux normal est de 0,2 à 2,0 %). La réticulocytose montre l'indice de l'effort de régénération entrepris par la moelle ; cette réticulocytose ne s'efface vraiment que lors des moments d'épuisement de la moelle et est alors le prélude d'une aggravation rapide de l'anémie.

D'autres anomalies sont fréquemment présentes et leur observation permet souvent le diagnostic de l'affection en cause :
- des signes d'immaturité globulaire, dont fait déjà partie la réticulocytose, et qui comprennent la présence de quelques érythroblastes et de GR polychromatophiles (c'est-à-dire de couleur grisâtre parce que non chargés d'Hb) ;
- des anomalies de forme des GR : on peut observer des sphérocytes (an. hémol. à auto-anticorps, microsphérocytose héréditaire), des elliptocytes, des drépanocytes (= hématies en faucille : dans la drépanocytose), des hématies en cible (target cells : dans les thalassémies et beaucoup d'hémoglobinoses), des acanthocytes (GR crénelés : chez les brûlés et dans la lipoprotéinémie congénitale); la poïkilocytose (inégalité de forme) est assez exceptionnelle sauf dans les thalassémies où elle est frappante ;
- des anomalies de volume et de diamètre globulaires : p. ex. la microcytose (thalassémie, microsphérocytose héréditaire) et la leptocytose (minceur anormale des GR : dans les thalassémies) ; l'anisocytose est assez fréquente ;
- des anomalies de charge en Hb : p. ex. l'hypochromie dans les thalassémies ou l'hyperchromie apparente (coloration dense) des sphérocytes ;
- des inclusions globulaires : des corps de Heinz (intoxications, certaines affections idiopathiques), des corps de Pappenheimer (granules ferrugineux des sidérocytes), des ponctuations basophiles (anémie saturnine).

### La résistance osmotique
La résistance osmotique est souvent normale. Elle est par contre très nettement diminuée chez les sphérocytes (particulièrement dans la microsphérocytose héréditaire) et augmentée chez les leptocytes (dans la thalassémie). Fréquemment, on observe une auto-hémolyse à l'incubation du sang dans diverses conditions.

### Les globules blancs et les plaquettes
Les globules blancs et les plaquettes se comportent d'une manière variable selon les affections en cause.

## Examen de la moelle osseuse
La moelle est presque toujours très riche et fortement érythroblastique (rapport granulo-érythropoiétique diminué) par suite de l'intense effort de régénération dont elle fait l'objet. Les érythroblastes ne se raréfient que lors des épisodes d'épuisement médullaire. Dans certains cas, de nature auto-immunitaire surtout, on peut observer des images d'érythrophagocytose.

## Données métaboliques dans les anémies hémolytiques

### Fer
Le taux de fer sérique est généralement supérieur à 150 microgr./100 ml, du fait qu'il n'existe en principe pas de pertes anormales de fer, tandis que les gains en fer sont accrus (par transfusion, par l'administration erronée de fer et par l'augmentation de l'absorption intestinale de fer alimentaire provoquée par l'état d'anoxie). Le taux de saturation de la transferrine est dès lors élevé. L'hémochromatose secondaire est l'une des complications de l'état hémolytique chronique.

### Hémoglobinémie
Le terme « hémoglobinémie » est réservé aux cas où le plasma est franchement rouge par suite d'une libération massive d'Hb globulaire : c'est un symptôme classique de la crise hémolytique aiguë, où il s'observe pendant plusieurs heures.

### Haptoglobine plasmatique
L'haptoglobine plasmatique possède la propriété de se combiner avec l'Hb pour former un complexe haptoglobine-hémoglobine (Hp-Hb) qui est très rapidement capté par les cellules du S.R.E.. La libération excessive d'Hb dans le plasma, à la suite d'une crise hémolytique, a pour effet de consommer rapidement l'haptoglobine qui s'y trouve, la clairance par le S.R.E. du complexe Hp-Hb ainsi formé crée en quelques heures un état d'anhaptoglobinémie (disparition de l'haptoglobine) qui persiste en général plusieurs jours. Dans les hémolyses chroniques même légères (par exemple dans l'anémie pernicieuse), l'absence d'haptoglobine plasmatique est la règle.

### Hémoglobinurie
L'hémoglobinurie, considérée isolément, ne constitue pas une mesure de la gravité d'une crise hémolytique.

### Hémosidérinurie
La petite quantité d'hémoglobine réabsorbée par les cellules des tubes contournés du rein, lors d'une hémoglobinurie, est dégradée localement et son fer mis en réserve dans ces cellules sous la forme de grains d'hémosidérine. Par la dégradation de l'épithélium, ces grains intra- ou extra-cellulaires, peuvent se retrouver dans le culot de centrifugation de l'urine, et y être identifiés grâce à la réaction au bleu de Prusse. La mise en évidence d'une hémosidérinurie constitue la preuve, a posteriori, que le patient a présenté, antérieurement, une ou plusieurs hémoglobinuries.

### Méthémoglobinémie et méthémalbuminémie
L'hémoglobine libre restant en circulation, après saturation de la capacité de fixation de l'haptoglobine, est instable et s'oxyde rapidement en méthémoglobine. La méthémoglobine est à son tour instable et cède rapidement ses groupements tétrapyrroliques (hématine) à deux protéines plasmatiques : l'hémopexine et, surtout, l'albumine. Le complexe hématine-albumine est désigné par le nom de méthémalbumine.
Une méthémalbuminémie massive s'observe dans deux circonstances :
- dans les jours qui suivent une crise hémolytique aiguë (par exemple la crise suraiguë de malaria) ;
- dans certaines pancréatites aiguës hémorragiques (où une grande quantité de sang est détruite par les enzymes de la glande nécrosée).

Une méthémalbuminémie discrète existe dans tous les états d'hémolyse intravasculaire.